# Yan Jiankui
Yan Jiankui (née le 19 mars 1976) est une athlète chinoise spécialiste du sprint. 

## Biographie

### Palmarès
| Date | Compétition                | Lieu         | Résultat | Épreuve   | Performance   |
| ---- | -------------------------- | ------------ | -------- | --------- | ------------- |
| 1997 | Jeux de l'Asie de l'Est    | Busan        | 1re      | 200 m     | 23 s 44       |
| 1997 | Championnats du monde      | Athènes      | 8e       | 4 × 100 m | 43 s 32       |
| 1998 | Championnats d'Asie        | Fukuoka      | 1re      | 100 m     | 11 s 39       |
| 1998 | Championnats d'Asie        | Fukuoka      | 1re      | 200 m     | 23 s 00       |
| 1998 | Coupe du monde des nations | Johannesburg | 8e       | 100 m     | 11 s 47       |
| 1998 | Coupe du monde des nations | Johannesburg | 8e       | 200 m     | 23 s 19       |
| 1998 | Coupe du monde des nations | Johannesburg | 8e       | 4 × 100 m | 47 s 12       |
| 1998 | Jeux asiatiques            | Bangkok      | 3e       | 200 m     | 23 s 15       |
| 1998 | Jeux asiatiques            | Bangkok      | 1re      | 4 × 100 m | 43 s 36       |
| 2001 | Jeux de l'Asie de l'Est    | Osaka        | 2e       | 200 m     | 23 s 39       |
| 2001 | Jeux de l'Asie de l'Est    | Osaka        | 1re      | 4 × 400 m | 3 min 30 s 51 |
| 2002 | Championnats d'Asie        | Colombo      | 3e       | 200 m     | 23 s 85       |
| 2002 | Championnats d'Asie        | Colombo      | 1re      | 4 × 100 m | 43 s 94       |
| 2002 | Coupe du monde des nations | Madrid       | 7e       | 4 × 100 m | 43 s 82       |
| 2002 | Jeux asiatiques            | Busan        | 1re      | 4 × 100 m | 43 s 84       |

### Records
| Épreuve    | Performance | Lieu         | Date          |
| ---------- | ----------- | ------------ | ------------- |
| 100 mètres | 11 s 22     | Pékin        | 6 juin 1998   |
| 200 mètres | 22 s 85     | Shijiazhuang | 26 avril 1998 |